# 文托河畔凯萨拉
文托河畔凯萨拉是巴西北大河州的一个市镇。总面积261.191平方公里，总人口3053人，人口密度11.7人/平方公里。